# Хамаль
Хамаль (также Гамаль, Хамал, El Nath, Arietis, Al Ħamal rās al-ħamal) — альфа Овна (Aries), ярчайшая звезда в этом созвездии (α Ari — 2,00m). Находится на расстоянии 20,2 ± 0,4 парсека (65,9 ± 1,4 светового года) от Солнца. Оранжевый гигант спектрального класса K2 III.
У Птолемея в «Альмагесте» эта звезда обозначена среди «не вошедших в фигуру» созвездия. Тем не менее, он комментирует: «Звезда над головой, которую Гиппарх называет „звезда на морде“».
По яркости это 50-я звезда на небе. Она совсем чуть-чуть менее яркая, чем Полярная звезда. В 1943 году её спектр стал стандартом и начал использоваться для анализа других звёзд.            
В настоящее время (эпоха J2000.0) склонение Хамаля почти равно широте тропика Рака. Поэтому Хамаль можно использовать как указатель на широту тропика Рака.

## Этимология
Слово «Хамаль» происходит от арабского «Рас аль Хамаль» («голова барана» или «баран»). В 2016 году МАС создал Рабочую группу по названиям звёзд, она в том же году и утвердила название.

## Общие сведения
Хамаль — крупная оранжевая звезда. Судя по всему, она уже прожгла весь запас водорода и теперь превращается в красного гиганта. Её радиус уже достиг 15 радиусов Солнца. По массе звезды учёные определили её возраст — предположительно, 3‚4 миллиарда лет. Её эффективная температура — 4200 градусов по Цельсию. Скорость вращения — 3-4 км/с. Она в 91 раз ярче Солнца, что и делает её ярчайшей звездой в созвездии.
Хамаль — одна из 58 навигационных звёзд, так как образует характерную фигуру Овна с Шератаном и Мезартимом.

## Планетная система
У Хамаля наблюдалось нерегулярное изменение блеска, и в результате около него обнаружена массивная планета-гигант (Альфа Овна b): минимальная масса — 1,8 ± 0,2 массы Юпитера, большая полуось орбиты — 1,2 а. е., эксцентриситет 0,25, орбитальный период — 380,8 ± 0,3 земных суток.

## В астрологии
В астрологии Хамаль — «плохая звезда». Даёт жестокость и агрессивность. Разные астрологи замечают у звезды свойства Марса, Сатурна и Меркурия. Хамаль в сочетании с Солнцем — неудача в любви, но выгода от брака.

## В культуре
- Действие научно-фантастического романа Джеймса Блиша «Дело совести» (1958) происходит на второй планете системы Альфы Овна.